# Creativitat

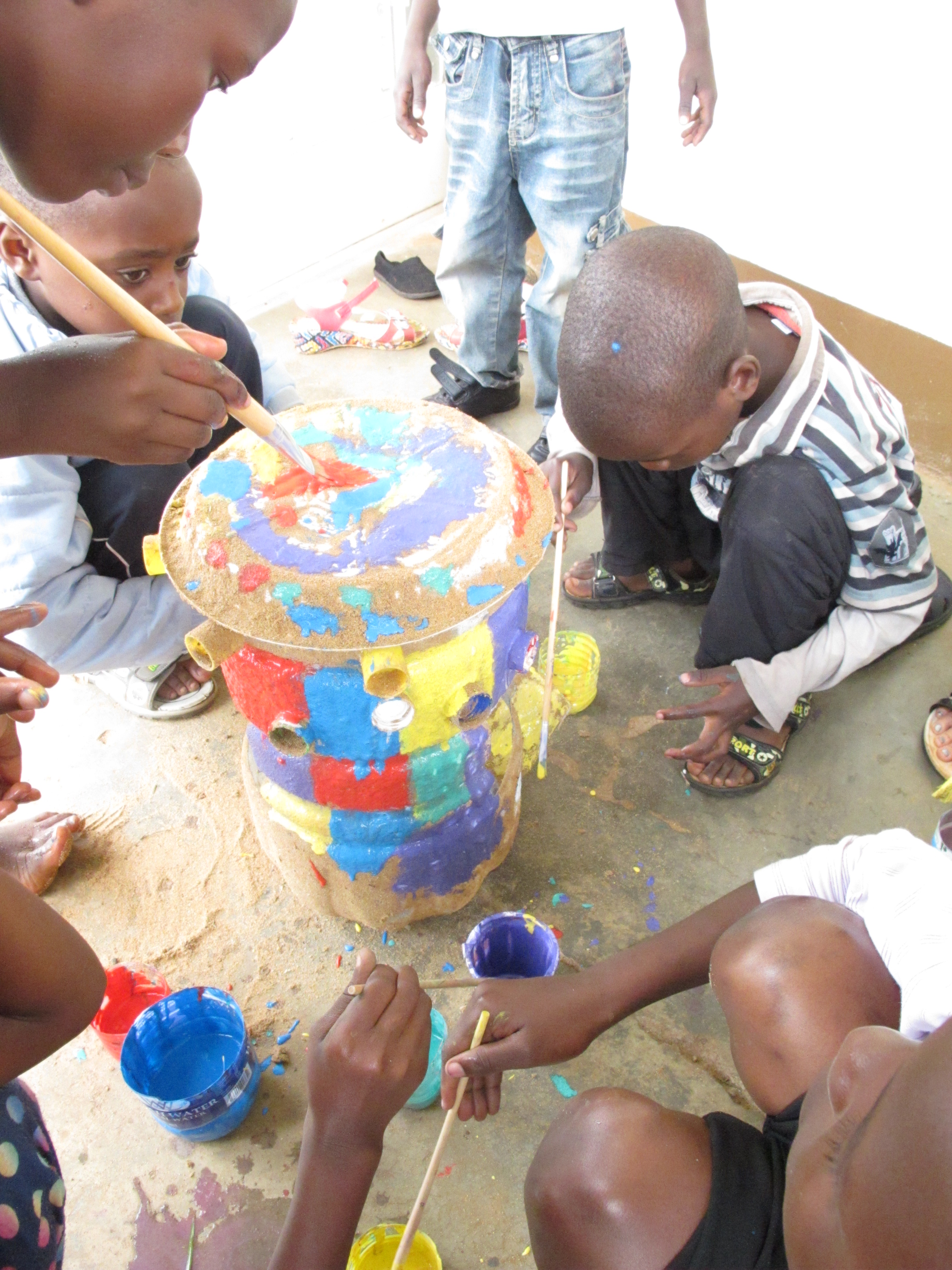
Exemple de treball creatiu

La creativitat (o també enginy) és la generació o posada en relació d'idees originals i potencialment útils en qualsevol camp, entenent idea no com un concepte intel·lectualitzat sinó en un seny més ampli, podent ésser musical, un moviment corporal o relacionada amb una manera d'entendre l'espai o els colors, per exemple.
La creativitat s'associa amb la imaginació i el pensament divergent, perquè sovint sorgeix del dubte, de replantejar quelcom de diferents angles, en un procés on intervenen la intuïció i la memòria.

## Fases

Retrat a "Vertumnus" (Estiu) de l'emperador Rodolf II realitzat per Giuseppe Arcimboldo. Totes les fruites i flors representats en el quadre, eren pròpies de l'estació de l'estiu en el segle XVI.

La creativitat passa per diverses fases. En una primera es planteja la qüestió de manera lògica i se n'arrepleguen les dades disponibles. Quan aquestes no permeten arribar a una solució satisfactòria, el cervell activa una segona fase, on cerca mecanismes diferents per a abordar el problema. Aquesta fase pot ésser llarga en el temps i sovint el problema resta emmagatzemat en el subconscient. Es produeix llavors el que metafòricament s'anomena il·luminació, on el cervell troba una alternativa abans no pensada. Aleshores la sotmet a crítica de manera conscient. Aquesta fase provoca eufòria en l'individu, que sent autorealització i ganes de posar a prova la seva idea (si s'aplica realment llavors es parla d'innovació). Autors com Graham Wallas expandeixen aquestes fases fins a cinc, però respectant l'esquema bàsic.
Sembla que la creativitat engloba diferents processos, que són els mateixos que intervenen en el cas de la metàfora o el somni. Aquests processos influeixen també en l'humor, per això moltes persones creatives tenen alts i baixos emocionals freqüents o fins i tot problemes de salut mental.

## Expressió i repressió
La creativitat no és una característica estàtica, d'una banda perquè es pot potenciar o reprimir, i de l'altra perquè la seva manifestació depèn en gran manera de factors aliens, que poden provocar bloquejos o alterar l'estat d'ànim.
Hi ha certes activitats que poden considerar-se eines per a la creativitat, com per exemple la lectura, el visionat de pel·lícules o d'espectacles d'arts escèniques, l'alteració de la consciència (per prendre alguna droga o per la desconnexió temporal que fa el cervell en una situació d'avorriment: baixa tensió i monotonia, com la repetició de mantres), l'associació lliure d'imatges o trencar conscientment una rutina.
En canvi hi ha circumstàncies que bloquen o inhibeixen la creativitat, com l'excessiu autojudici, la falta de confiança en un mateix, l'apropament superficial repetit als problemes o la por a la reacció dels altres.

## Classes
La creativitat té diversos camps d'actuació. Així, es parla, per exemple, de la creativitat científica, la creativitat artística o la creativitat pràctica o estratègica (a vegades s'ha anomenat enginy), entre d'altres.

## Sociologia
La creativitat, quan s'aplica a un nou concepte o objecte, per motius econòmics pot registrar-se (patent) i llavors gaudeix dels drets de propietat intel·lectual. Aquest costum o tradició capitalista és cultural, perquè en el passat a Europa no es considerava important protegir les invencions, sinó que es consideraven part de la comunitat. Fins i tot en èpoques com l'Edat Mitjana, els artistes eren anònims, perquè el contrari era un pecat d'orgull.
Algunes cultures, com les orientals, creuen que la creativitat és una facultat divina perquè està emparentada semànticament i en efecte a la Creació dels déus i, per tant, el seu exercici té una aura sagrada. Els creients proven de fomentar-la i exercitar les arts per a acostar-se a la divinitat.
Aquest concepte també estava estès en l'època clàssica, els grecs (i els romans després) creien en les musses com a presència divina que posseïa el cos de l'artista provocant-li creativitat. Per això les invocaven al començament dels poemes. La figura retòrica va perdurar durant els segles posteriors, especialment durant el romanticisme (on es lligava a la idea de geni).

## Teories psicològiques

### "Intel·ligència creativa"
Determinats psicòlegs addueixen que, tenint en compte les intel·ligències múltiples de Howard Gardner, la creativitat no està lligada al coeficient ordinari però sí que seria un símptoma d'intel·ligència, anomenada fluida o flexible. Altres postulen que, en tant que solució diferent, és una classe d'intel·ligència".
Alguns psicòlegs d'empreses diuen que cerquen gent "amb creativitat" per a avançar-se al competidor, perquè creuen que la novetat és una valor en el mercat contemporani per ella mateixa, a diferència, segons ells, d'altres èpoques on es valorava més la imitació exacta de la tradició.

### "Personalitat creativa"
Segons algunes idees d'alguns psicòlegs, hi ha persones amb més "creativitat innata" que d'altres, si bé diuen que és una facultat que es pot entrenar. Les "persones creatives", segons ells, acostumen a tenir una sèrie de trets en comú: tendeixen a cercar moments de solitud i són més introvertides que la mitjana, no fan tant de cas als prejudicis socials, estan més oberts a manifestar i explorar l'emoció, són apassionades, són persones intuïtives, cerquen els problemes complexos, que veuen com a reptes i no els deixen fins a resoldre'ls, es poden mostrar disconformes amb la situació del món on viuen, tenen un bon autoconcepte però poden caure més fàcilment en la frustració, presenten gran capacitat de síntesi i abstracció, estan obertes a l'experiència i al risc, i tenen capacitat de lideratge.

### Mesura de la creativitat
Malgrat que alguns psicòlegs necessiten quantificar i mesurar la creativitat, no tenen cap test estàndard per a mesurar-la. Normalment usen l'observació, o mirar si es donen en l'individu les característiques "pròpies de l'ésser creatiu" i el producte del seu treball, i aproximacions a la personalitat.
També poden posar al subjecte davant situacions provocades que pensen que els poden estimular el pensament divergent. Els exemples clàssics serien fer-li dibuixar alguna cosa (per a fugir del model de la casa escolar), continuar una història, cercar trets comuns en objectes molt diferents, intentar usar un estri quotidià d'una manera nova o generar conseqüències possibles d'esdeveniments allunyats de la norma.

## Creativitat artística
La creativitat artística és una mena de creativitat, però n'hi d'altres. Ingmar Bergman, un creador cinematogràfic que excel·lí en el seu món en films com El setè segell, per definir-la associa intuïció amb intel·lecte: "prenc totes les decisions segons la meva intuïció. Llanço un dard en la foscor, això és intuïció. Després hi envio tot un exèrcit per recuperar el dard, això és intel·lecte." Txaikovski l'associà amb la inspiració i la paciència que cal per esperar-la i superar l'abatiment que comporta l'espera. Albert Einstein, relacionant l'art amb la ciència, afirma que no hi ha cosa més bonica que el misteri i creu que cal considerar mort aquell que és aliè a aquesta emoció i que "és incapaç de deixar córrer la imaginació i quedar-se extasiat." (What I Believe, 1930) La creativitat, per tant, sorgeix quan hom és capaç de vèncer la por al misteri i acceptar-ne el risc. Ja ho diu la dita: "Qui no arrisca no pisca." O cosa que és el mateix, la creativitat neix quan davallem malgré tout als cabals incerts del nostre ésser.